# Eremobelba bisulcata
Eremobelba bisulcata är en kvalsterart som beskrevs av Balogh 1958. Eremobelba bisulcata ingår i släktet Eremobelba och familjen Eremobelbidae. Inga underarter finns listade i Catalogue of Life.